# Li Jing (Volleyballspielerin)
Li Jing (chinesisch 李静, Pinyin Lì Jīng; * 9. August 1991 in Shandong) ist eine chinesische Volleyballspielerin.
Li Jing war von 2014 bis 2017 Außenangreiferin in der chinesischen Nationalmannschaft, mit der sie 2014 und 2016 den Asienpokal sowie 2014 die Silbermedaille bei den Asienspielen gewann. Mit ihrem Verein Zhejiang New Century Tourism Volleyball wurde Li Jing 2014 chinesische Meisterin.